# Alfred Landé
Alfred Landé, né le 13 décembre 1888 à Elberfeld et mort le 30 octobre 1976 à Columbus, est un physicien germano-américain. Il est reconnu pour ses contributions en physique quantique, et en particulier en physique atomique, physique du solide et en spectroscopie. L'équation de Born-Landé, le facteur de Landé et le paradoxe de Landé sont nommés en son hommage.

## Biographie
Landé naît à Elberfeld, non loin de Wuppertal, dans le Royaume de Prusse, dans une famille juive cultivée. Son père, Hugo Landé (de) est avocat et homme politique, et sa mère, Thekla Landé (de), est également une femme politique ; tous les deux sont membres du parti social-démocrate.
Après des études brillantes à Marbourg, puis à Munich, il s'intéresse à la physique théorique et côtoie Peter Debye, Paul Sophus Epstein, Paul Peter Ewald et Max von Laue. En 1913, il devient assistant de David Hilbert à l'université de Göttingen, où il rencontre Max Born.
Landé obtient son doctorat, à l'université de Munich en 1914 sous la direction d'Arnold Sommerfeld.
Après avoir servi dans la Croix-Rouge pendant deux ans durant la Première Guerre mondiale, il devient l'assistant de Max Born à Berlin auprès du commissariat à l'artillerie (Artillerieprüfungskommission). En marge de leur travail pour le génie militaire, Born et Landé étudient les forces interatomiques dans les structures cristallines, ce qui les conduit à rejeter le modèle de l'atome de Bohr, dans lequel les électrons décrivent des trajectoires analogues à celles des orbites planétaires.
Après la guerre, Landé quitte Berlin pour enseigner brièvement la musique à l'école d'Odenwald, puis, en 1919, il devient privatdozent à Francfort-sur-le-Main. À partir de ce moment, il se tourne vers la spectroscopie des atomes polyélectroniques, en commençant par le cas le plus simple, celui de l'hélium. Le spectre de l'hélium avait été étudié expérimentalement par Friedrich Paschen, sans donner d'explication théorique à l'existence de deux phases de cet élément, l'orthohélium et le parahélium, qui sont maintenant expliquées en physique quantique par l'existence de termes de multiplicité de spin simple et triple.
En 1920 et 1921, Landé introduit à cette occasion d'importantes innovations en mécanique quantique, comme la règle d'addition vectorielle du moment cinétique. Il parvient en 1921 à une explication de l'effet Zeeman anormal, en introduisant le facteur de Landé, qui lie le moment magnétique au moment cinétique d'un état quantique, au travers du nombre quantique magnétique.
Il se marie avec Elisabeth Grunewald en 1922, avec laquelle il aura deux fils.
À l'automne 1922, il est nommé professeur associé à l'université de Tübingen. L'année suivante, il établit la règle des intervalles (de) qui porte son nom, expliquant la structure fine des atomes par le couplage spin-orbite.
En 1929, puis en 1931, il est invité par l'université d'État de l'Ohio à Columbus pour y donner une série de cours, à la suite de quoi il décide de s'installer aux États-Unis. Il s'intéresse ensuite à l'interprétation de la physique quantique, étant partisan, avec Erwin Schrödinger, Louis de Broglie et Albert Einstein, d'une interprétation réaliste, qui s'oppose à celle de l'école de Copenhague.